# Jiří Jech
Jiří Jech (1975. december 22. –) cseh nemzetközi labdarúgó-játékvezető.

## Pályafutása

### Nemzeti játékvezetés
Nemzeti labdarúgó-szövetségének megfelelő játékvezető bizottságai minősítése alapján jutott magasabb osztályokba. 2003-tól a 2. Liga, majd 2005-től a Gambrinus liga játékvezetője. A nemzeti játékvezetéstől 2014-ben vonult vissza. A küldési gyakorlat szerint rendszeres 4. bírói szolgálatot is végzett. Első ligás mérkőzéseinek száma: 151 (2014. április 28.)..

### Nemzetközi játékvezetés
A Cseh labdarúgó-szövetség Játékvezető Bizottsága (JB) terjesztette fel nemzetközi játékvezetőnek, a Nemzetközi Labdarúgó-szövetség (FIFA) 2007-től tartotta nyilván bírói keretében. Az UEFA JB besorolása szerint 2. kategóriájú játékvezető. Több nemzetek közötti válogatott, valamint Európa-liga és UEFA-bajnokok ligája klubmérkőzést vezetett, vagy működő társának 4. bíróként segített. A cseh nemzetközi játékvezetők rangsorában, a világbajnokság-Európa-bajnokság sorrendjében többedmagával a 17. helyet foglalja el 2 találkozó szolgálatával. A  nemzetközi játékvezetéstől 2010-ben búcsúzott. Válogatott mérkőzéseinek száma: 2.

#### Labdarúgó-világbajnokság
A világbajnoki döntőkhöz vezető úton Dél-Afrikába a XIX., a 2010-es labdarúgó-világbajnokságra a FIFA JB játékvezetőként alkalmazta. Selejtező mérkőzéseket az UEFA  zónában vezetett.

##### 2010-es labdarúgó-világbajnokság

###### Selejtező mérkőzés
| Időpont           | Helyszín                      | Mérkőzés típusa           | Mérkőzés                    | Eredmény | Nézők száma |
| ----------------- | ----------------------------- | ------------------------- | --------------------------- | -------- | ----------- |
| 2009. április 1.  | Központi Stadion, Almati      | előselejtező (6. csoport) | Kazahsztán–Fehéroroszország | 1 – 5    | 19 000      |
| 2009. október 10. | Köztársasági Stadion, Jereván | előselejtező (5. csoport) | Örményország–Spanyolország  | 1 – 2    | 10 500      |

#### Labdarúgó-Európa-bajnokság

##### U19-es labdarúgó-Európa-bajnokság
Ukrajna rendezte a 2009-es U19-es labdarúgó-Európa-bajnokságot, ahol a FIFA/UEFA JB bíróként alkalmazta.

###### 2009-es U19-es labdarúgó-Európa-bajnokság
| Időpont            | Helyszín                     | Mérkőzés típusa              | Mérkőzés              | Eredmény |
| ------------------ | ---------------------------- | ---------------------------- | --------------------- | -------- |
| 2009. július 21.   | RSZK Olimpijszkij, Doneck    | csoportmérkőzés (A. csoport) | Ukrajna–Szlovénia     | 0 – 0    |
| 2009. július 24.   | Illicsivec Stadion, Mariupol | csoportmérkőzés (B. csoport) | Szerbia–Spanyolország | 2 – 1    |
| 2009. augusztus 2. | RSZK Olimpijszkij, Doneck    | döntő                        | Anglia–Ukrajna        | 0 – 2    |